# Tetraponera stipitum
Tetraponera stipitum är en myrart som först beskrevs av Auguste-Henri Forel 1912.  Tetraponera stipitum ingår i släktet Tetraponera och familjen myror. Inga underarter finns listade i Catalogue of Life.